# کپوتی
کپوتی، روستایی از توابع بخش بم‌پشت شهرستان سراوان در استان سیستان و بلوچستان ایران است.

## جمعیت
این روستا در دهستان بم پشت قرار دارد و براساس سرشماری مرکز آمار ایران در سال ۱۳۸۵، جمعیت آن ۶۱ نفر (۱۸خانوار) بوده‌است.